# 牟钟鉴
牟钟鉴（1939年—），男，山东烟台人，中国哲学史家，中央民族大学教授，博士生导师，曾任中国宗教学会顾问。